# 初音ミク ベスト〜impacts〜
『初音ミク ベスト〜impacts〜』（はつねミク ベスト インパクツ）は、音声合成ソフト初音ミクの発売2周年を記念して2009年8月26日にBinaryMixx Recordsから発売された、動画投稿サイト「ニコニコ動画」に投稿された初音ミクをボーカルに用いた楽曲を収録したベスト・アルバム。規格品番はMHCL-1568、販売元はソニー・ミュージックダイレクト（以下SMDR）。

## 解説
初音ミク発売2周年を記念したSMDRとの共同企画によるもので、同日にSMDRより『初音ミク ベスト〜memories〜』も発売されている。2009年7月15日付けのプレスリリースによるとニコニコ動画に投稿された両アルバム収録曲の再生回数は3800万回を越えるとされている。本アルバムのコンセプトは「名曲の数々の中でも、特に繰り返し聞く者の潜在意識に働きかけるインパクトある楽曲を集めたベストアルバム。」とされている。
初回生産限定盤は初音ミクのキャラクターデザインを手がけたKEIの描き下ろしによるスペシャルボックス仕様、KEI描き下ろしのピクチャー・レーベルで、ジャケットイラストのポスターとアルバム参加クリエイター達の制作裏話が聞ける動画サイトへのアクセス・シリアル・ナンバーが封入されている。
なお、発売：ドワンゴ・エージー・エンタテインメント（d-AGE、当時）、販売：SMDRではあるが、ソニー・ミュージックエンタテインメント（SME）では実質SMDRから発売された作品として扱われている。したがって、ブックレットには問い合わせ先としてd-AGEではなくSMEの連絡先が記載されている。

## 収録曲
1. intro 〜らんらんるー〜 / OSTER project feat.初音ミク [0:18]
2. みくみくにしてあげる♪【してやんよ】 / ika feat.初音ミク [1:42]
  - 作詞・作曲・編曲：IKA_MO
  - 詳細は当該項目を参照。
3. 恋スルVOC@LOID / OSTER project feat.初音ミク [4:55] 
  - 作詞・作曲・編曲：OSTER project
  - VOCALOIDのムーブメントの立役者の一人であるOSTER projectが初音ミク購入後最初に発表した曲で[4]、初音ミクがユーザーに語りかける楽曲という構想で作られている[5]。OSTER projectのソロアルバム『みくのかんづめ』、コンピレーション・アルバム『CDで聞いてみて。 〜ニコニコ動画せれくちょん〜』、『EXIT TUNES PRESENTS Vocarhythm feat.初音ミク』にも収録されている。
4. 少し楽しくなる時報 / 19's Sound Factory feat.初音ミク [2:15] 
  - 作詞・作曲：19-iku-・Fooさん、編曲：19-iku-
  - ニコニコ動画の時報（ニコニコ動画#バージョンを参照）をアレンジして作られた楽曲で[6]、詞にはニコニコ動画のユーザーが共感誘うような題材が取り入れられている[7]（ただし、楽曲の発表当時の状況を元にしたものであり現状とは必ずしも一致しない部分がある[8]）。発表後ニコニコ動画運営側から声がかかり実際にニコニコ動画の時報に使用されたこともある[6]。
5. ハト / 風見レン feat.初音ミク [3:52] 
  - 作詞・作曲・編曲：風見レン
  - 鳩を題材にした曲で「童謡的にシンプル」な曲を志向して作ったという[9]。コンピレーションアルバム『ニコニコ動画せれくちょん 〜才能の無駄遣い〜』にも収録されている。
6. ブラック★ロックシューター / supercell feat.初音ミク [4:55] 
  - 作詞・作曲・編曲：ryo
  - 詳細は当該項目を参照。
7. Ievan Polkka（Replica ver.） / Otomania feat.初音ミク [2:30]
  - 編曲：Otomania
  - 「Ievan Polkka」（ロイツマ・ガール）のカバー。この曲を使用してニコニコ動画に投稿された動画「VOCALOID2 初音ミクに「Ievan Polkka」を歌わせてみた」が人気を集めたことが初音ミク流行の発火点となった[10]。
8. Last Night,Good Night / livetune feat.初音ミク [6:24] 
  - 作詞・作曲・編曲：kz
  - 初音ミクの名称やイラストを用いたCDで初めてのメジャーリリースとなったアルバム『Re:package』にも収録されている。
9. ぽっぴっぽー / ラマーズP feat.初音ミク [2:59] 
  - 作詞・作曲・編曲：ラマーズP
  - 野菜ジュースの歌。ラマーズPのソロアルバム『EXIT TUNES PRESENTS THE COMPLETE BEST OF ラマーズP feat.初音ミク』、コンピレーショアルバム『EXIT TUNES PRESENTS Vocalostar feat.初音ミク』にも収録されている。
10. 方向音痴 / アゴアニキ feat.初音ミク [3:37]
  - 作詞・作曲・編曲：アゴアニキ
  - 間奏のギターはアゴアニキの妹が演奏した[11]。
11. 恋は戦争 / supercell feat.初音ミク [4:01] 
  - 作詞・作曲・編曲：ryo
  - 詳細はsupercell (アルバム)参照。
12. 君をのせて / 麻太郎P feat.初音ミク [3:16] 
  - 作詞：宮崎駿、作曲：久石譲
  - 天空の城ラピュタの主題歌「君をのせて」のカバー。アカペラ形式となっている。
13. magnet / minato(流星P) feat.ミク&ルカ [4:03] 
  - 作詞・作曲・編曲：minato
  - minato（流星P）のソロアルバム『magnet -favorites plus-』、コンピレーション・アルバム『MOER feat.初音ミク -2nd anniversary-』にも収録されている。
14. ロミオとシンデレラ / doriko feat.初音ミク [4:40] 
  - 作詞・作曲：doriko
  - 自身の2ndアルバムのタイトルチューン。コンピレーション・アルバム『MOER feat.初音ミク -2nd anniversary-』にも収録されている。
15. サラリーマンのうた / 彩音 〜xion〜 feat.初音ミク [4:40] 
  - 作詞・作曲・編曲：彩音 〜xion〜
  - サラリーマンの日常の苦労を題材としたフォークソング[12]。
16. outro 〜ふぅ、アリガト！ぺこり♪〜 / デッドボールP loves 初音ミク [0:09] 
  - 「ふぅ、アリガト！ぺこり」の台詞のみである。
17. Special Track. 卑怯戦隊うろたんだー / シンP feat.MEIKO,KAITO,ミク,リン&レン [4:26] 
  - 作詞・作曲・編曲：シンP
  - 鏡音リン・レンが加わったバージョン。なお、『ニコニコ動画せれくちょん 〜才能の無駄遣い〜』、『EXIT TUNES PRESENTS Vocalostar feat.初音ミク』収録のものでは鏡音リン・レンは入っていない。